# Itabi
Itabi là một đô thị thuộc bang Sergipe, Brasil. Đô thị này có diện tích 202,9 km², dân số năm 2007 là 4736 người, mật độ 23,34 người/km².